# Шастри, Харапрасад
Харапрасад Шастри (бенг. হরপ্রসাদ শাস্ত্রী), также известный как Харапрасад Бхаттачарья (9 декабря 1853, Кхулна, Бенгальское президентство, Индия под управлением Британской Ост-Индской компании — 17 ноября 1931, Калькутта, Бенгальское президентство, Британская Индия) — индийский ученый санскритолог, архивариус и историк бенгальской литературы. Наибольшую известность ему принесло его исследование «Чарьяпады», самых ранних примеров бенгальской литературы.

## Ранняя жизнь
Харапрасад Шастри родился в деревне Кумира города Кхулна в Бенгалии (территория нынешнего Бангладеш) в семье родом из города Наихати в округе Северные 24 парганы. Фамилия семьи была Бхаттачарья.
Сначала Шастри учился в деревенской школе, а затем в Колледже санскрита и Президентском университете. Будучи в Калькутте, он остановился у известно ученого и общественного реформатора, Ишвара Чандры Видьясагара, который был другом старшего брата Шастри, Нандакумара Ньяячунчу.
Шастри сдал вступительный экзамен в 1871. Получил студенческую степень Основы искусств в 1873, в 1876 — Бакалавр искусств, и награду за высокие достижения в изучении санскрита в 1877. Позже, когда он получил степень Магистр искусств, ему дали звание Шастри. Это звание давали только тем, у кого были высшие оценки, и он оказался единственным в своей группе. Затем, в 1878 году, он стал работать учителем в школе Харе.

## Профессиональная карьера
У Харапрасад Шастри было множество разных профессий. В 1883 он стал профессором в Колледже Санскрита. В то же время он работал как ассистент-переводчик при правительстве Бенгалии. С 1886 по 1894 помимо преподавание в Колледже санскрита, он был библиотекарем Бенгальской библиотеки. В 1895 году он возглавил кафедру Санскрита в Президентском колледже.
В 1900 году он стал ректором Колледжа санскрита. В 1908 он оставил этот пост и стал работать в информационном бюро правительства. Также с 1921 по 1924 он был профессором и директором санскритского и бенгальского отделение в университете Дакки.
Шастри выполнял различные обязанности в Азиатском обществе, и был его главой на протяжении двух лет. Также он был главой общества Вангия Сахитья Паришад (12 лет) и почетным членом Королевского азиатского общества в Лондоне.

## Работы
Первой исследовательской статьей Шастри была «Бхарат Махила», опубликованная в журнале «Бангадаршан», когда он был еще студентом. Позднее Шастри стал постоянным сотрудником журнала, редактором которого был знаменитый бенгальский писатель Банким Чандра Чаттопадхяй, автор около 30 статей на разные темы и рецензий на книг. Он был задействован в исследованиях Раджендралала Митры, известного индолога, и переводил буддийский пураны, которые Митра включил в книгу «Буддийская литература Непала на санскрите». Также Шастри был помощником Митры в Азиатском обществе, а после смерти Митры возглавил работы по поиску санскритских манускриптов.
Шастри с несколькими помощниками эффективно подготавливал каталог Азиатского общества, состоящего из почти что десяти тысяч книг. Длинное вступление к этому каталогу содержит бесценную информацию об истории санскритской литературы.
Постепенно Шастри заинтересовался собиранием старых бенгальских рукописей. Он несколько раз посети Непал, где в 1907 обнаружил рукописи «Чарьяпада». Тщательное исследование рукописи выявило, что «Чарьяпада» является старейшим свидетельством бенгальского языка. В 1916 году Шастри написал об этом статью под названием «Hajar bachharer purana Bangla bhasay rachita Bauddha gan o doha» («Буддистские песни и стихи, написанные тысячу лет назад»).
У Шастри было множество других старых произведений, которые но издал. Он был автором многих исследовательских статей, знаменитым историографом, обладателем множества наград и званий.
Вот некоторые из его знаменитых работ: Балмикир джай, Мегхдут бьякшья, Бенейер Мейе (Дочь купца, роман), Канчанмала (роман), Сачитра Рамаян, Прачин Банглар Гаураб и Бауддха дхарма.
К его английским работам относятся «Литература Магадхана», «Санскритская культура в современной Индии» и «Исследование буддизма в Бенгалии».

## Мнение критиков
«Бенейер Мейе» (Дочь купца, 1920) Харапрасада Шастри написана в стиле, который очень близок разговорному. Блестяще и очень правдоподобно эта работа изображает бытовую и общественную атмосферы в Западной Бенгалии XI века. Также хорошо написано другое его произведение, Канчамала (исторический рассказ). Впервые оно было опубликовано в журнале «Бангладаршан» (1883). Шастри писал на Бенгали лучше, чем многие его современники, старые и молодые, и хотя он отлично знал санскрит, он не старался загружать свои тексты умными словами и санскритизмами.